# 아우드 에게데-니센
아우드 에게데 니센 (1893년 5월 30일 – 1974년 11월 15일)은 노르웨이의 출생의 배우, 감독, 프로듀서였다. 20세기 초반에 많은 독일 무성영화에 출연했다.